# Mont Shibetsu
Pour les articles homonymes, voir Shibetsu (homonymie).
Le mont Shibetsu (標津岳, Shibetsu-dake) est un volcan culminant à 1 061 m d'altitude sur la péninsule de Shiretoko en Hokkaidō au nord-est du Japon.